# Big Comic
Big Comic (jap. ビッグコミック, Biggu Komikku) ist ein japanisches Manga-Magazin, das, 1968 gegründet, alle zwei Wochen im Verlag Shōgakukan veröffentlicht wird und sich mit der Publikation von Seinen-Manga vorwiegend an eine Leserschaft erwachsener Männer richtet.
Die erste Ausgabe des Big Comic veröffentlichte Shōgakukan am 29. Februar 1968. Zunächst war eine monatliche Erscheinungsweise geplant, die jedoch schon im April 1968 zu einer zweiwöchentlichen umfunktioniert wurde. So erscheint das Magazin seitdem jeweils zum 10. und 25. eines Monats.
Im Magazin wurden Werke einer Reihe bekannter Zeichner veröffentlicht, darunter Osamu Tezuka, Shōtarō Ishinomori, Sanpei Shirato, Takao Saito, Fujiko Fujio und Tetsuya Chiba. Big Comic enthält ebenfalls die lang laufende Manga-Serie Golgo 13. 
Der Zeichner Shūichi Higurashi gestaltete über 40 Jahre lang, von 1970 bis 2011, das Cover des Magazins, das jeweils eine Karikatur einer bekannten japanischen Persönlichkeit darstellt. Er wurde deshalb 1999 zusammen mit Makoto Muramatsu, Titelbildgestalter des Schwestermagazins Big Comic Original, mit einem Sonderpreis des Shōgakukan-Manga-Preises ausgezeichnet.

## Veröffentlichte Manga-Serien

### Fortlaufend
- Akabee, Hiroshi Kurogane
- C-kyū Salaryman Kōza, Keisuke Yamashina
- Cruise: Ishi Yamada Kōhei Kōkaishi, Autor Masao Yajima, Zeichner Hiroyuki Kikuta
- Double Face, Fujihiko Hosono
- Gin no Shippo, Shinri Mori
- Golgo 13, Takao Saito
- Hana China, Autor Yūji Nishi, Zeichner Shinji Hikino
- Kamuroba-mura e, Mikio Igarashi
- Munakata Kyōju Ikōroku, Yukinobu Hoshino
- Ōgon no Rafu: Sōta no Stance, Tsuyoshi Nakaima
- Sōmu Busōmuka Yamaguchi Roppeita, Autor Norio Hayashi, Zeichner Ken'ichirō Takai
- Taiyō no Mokushiroku, Kaiji Kawaguchi
- Sekuhara-kachō no Tsubuyaki, Tōru Nakajima
- Tsukiji Uogashi Sandaime, Autor Masaharu Nabeshima, Zeichner Mitsuo Hashimoto

### Unregelmäßige Erscheinungsweise
- Chūshun Komawari-kun, Tatsuhiko Yamagami
- Osozaki Jijii, Yoshinori Kobayashi
- Uchū Kazoku Nobeyama, Jirō Okazaki
- Veterinarian Dolittle, Autor Midori Natsu, Zeichner Kiyoshi Chikuyama

### Abgeschlossen / nicht mehr im Magazin
- Ayako, Osamu Tezuka
- Barbara, Osamu Tezuka
- Big Wing, Autor Masao Yajima, Zeichner Shinji Hikino
- Chikyū o Nomu, Osamu Tezuka
- Eagle, Kaiji Kawaguchi
- Eulogy to Kirihito, Osamu Tezuka
- Five, Riki Kusaka
- Gekiga ObaQ, Fujiko F. Fujio
- Gekitō Magnitude 7.7, Takao Yamaguchi
- Gringo, Osamu Tezuka
- Happyaku Yachō Hyōri no Kewaishi, Shōtarō Ishinomori
- Hidamari no Ki, Osamu Tezuka
- Hotel, Shōtarō Ishinomori
- I.L., Osamu Tezuka
- Kobayakawa Nobuki no Koi, Fumi Saimon
- Kusakabe Shomei Kyūka Omiya-san, Shotaro Ishinomori
- Minotaurus no Sara, Fujiko F. Fujio
- Mirai no Omoide, Fujiko F. Fujio
- MW, Osamu Tezuka
- Notari Matsutarō, Tetsuya Chiba
- Sabu to Ichi Torimono Hikae, Shōtarō Ishinomori
- Sora! Flight Attendant Monogatari, Autor Masao Yajima, Zeichner Shinji Hikino